# Yeray Álvarez
Pour les articles homonymes, voir Álvarez.
Yeray Álvarez, né le 24 janvier 1995 à Barakaldo (Pays basque, Espagne), est un footballeur espagnol évoluant au poste de défenseur central à l'Athletic Club.

## Biographie

### Jeunesse et formation
Álvarez est né le 24 janvier 1995 à Barakaldo dans le Pays basque. Il commence le football en rejoignant l'équipe de sa ville natale en 2005 où il évolue jusqu'en 2007. Après être resté un an au Danok Bat, Álvarez rejoint en 2008 le plus grand club basque, l'Athletic Bilbao. Il y fait ses classes pendant cinq ans puis, comme la plupart des jeunes de Bilbao, joue avec Baskonia pour la saison 2013-2014. 
Álvarez joue ensuite avec l'Athletic B, l'équipe réserve de Bilbao, en mai 2014. Vite à son aise, il contribue à la montée du club en Segunda División après près de 19 ans d'absence. Ses bonnes prestations le mènent naturellement à rejoindre l'effectif professionnel. 

### Athletic Bilbao (depuis 2016)
L'entraîneur Ernesto Valverde le convoque lors de la pré-saison à l'été 2016. Álvarez honore son premier match pour son club formateur le 15 septembre 2016. Il est titulaire à l'occasion d'une défaite 3-0 contre les Italiens de l'US Sassuolo en Ligue Europa. Trois jours plus tard, il découvre la Liga en remplaçant Eneko Bóveda contre Valence. Álvarez se fond rapidement dans l'effectif basque et enchaine les matchs. Mais, en décembre 2016, l'Athletic annonce que Álvarez est atteint d'un cancer des testicules et doit être opéré dans les jours suivants. Le 4 février 2017, il retrouve les terrains face au FC Barcelone, moins de deux mois après sa maladie. 
Álvarez rechute en juin 2017 et subit une chimiothérapie. En signe de solidarité, tous les joueurs de l'effectif de Bilbao se rasent le crâne après l'opération d'Álvarez.

### En équipe nationale
En mars 2017, Álvarez est convoqué en équipe d'Espagne espoirs. Le 23 mars, il joue contre le Danemark. Il est sélectionné pour l'Euro espoirs 2017, mais doit renoncer en raison de sa rechute dans son cancer.

## Statistiques
| Saison                | Club                  | Championnat           | Championnat | Championnat | Championnat | Coupe(s) nationale(s) | Coupe(s) nationale(s) | Coupe(s) nationale(s) | Supercoupe | Supercoupe | Supercoupe | Compétition(s) continentale(s) | Compétition(s) continentale(s) | Compétition(s) continentale(s) | Compétition(s) continentale(s) | Total | Total | Total |
| Saison                | Club                  | Division              | M.          | B.          | P.d.        | M.                    | B.                    | P.d.                  | M.         | B.         | P.d.       | Comp.                          | M.                             | B.                             | P.d.                           | M.    | B.    | P.d.  |
| 2016-2017             | Athletic Bilbao       | Liga                  | 26          | 0           | 0           | 1                     | 0                     | 0                     | -          | -          | -          | C3                             | 8                              | 0                              | 2                              | 35    | 0     | 2     |
| 2017-2018             | Athletic Bilbao       | Liga                  | 8           | 0           | 0           | -                     | -                     | -                     | -          | -          | -          | C3                             | 4                              | 0                              | 0                              | 12    | 0     | 0     |
| 2018-2019             | Athletic Bilbao       | Liga                  | 30          | 0           | 0           | 2                     | 0                     | 0                     | -          | -          | -          | -                              | -                              | -                              | -                              | 32    | 0     | 0     |
| 2019-2020             | Athletic Bilbao       | Liga                  | 32          | 0           | 0           | 6                     | 0                     | 0                     | -          | -          | -          | -                              | -                              | -                              | -                              | 38    | 0     | 0     |
| 2020-2021             | Athletic Bilbao       | Liga                  | 23          | 1           | 0           | 6                     | 0                     | 0                     | 1          | 0          | 0          | -                              | -                              | -                              | -                              | 30    | 1     | 0     |
| 2021-2022             | Athletic Bilbao       | Liga                  | 22          | 0           | 0           | 3                     | 0                     | -                     | 2          | 1          | 0          | -                              | -                              | -                              | -                              | 27    | 1     | 0     |
| 2022-2023             | Athletic Bilbao       | Liga                  | 27          | 1           | 1           | 5                     | 0                     | 0                     | -          | -          | -          | -                              | -                              | -                              | -                              | 32    | 1     | 1     |
| 2023-2024             | Athletic Bilbao       | Liga                  | 19          | 0           | 0           | 2                     | 0                     | 0                     | -          | -          | -          | -                              | -                              | -                              | -                              | 21    | 0     | 0     |
| 2024-2025             | Athletic Bilbao       | Liga                  | 20          | 1           | 0           | 1                     | 0                     | 0                     | -          | -          | -          | C3                             | 7                              | 1                              | 0                              | 28    | 2     | 0     |
| Total sur la carrière | Total sur la carrière | Total sur la carrière | 207         | 3           | 1           | 26                    | 0                     | 0                     | 3          | 1          | 0          | -                              | 19                             | 1                              | 2                              | 255   | 5     | 3     |

## Palmarès
- Athletic Club
  - Vainqueur de la Supercoupe d'Espagne en 2021
  - Vainqueur de la Coupe d'Espagne en 2024